# ブラジル・フーズ
BRF（BRF S.A.）は、ブラジル・サンタカタリーナ州Itajaí市に本社を置く食品メーカーである。ブラジル国内における食品製造のシェアは、JBS S.A.に次ぐ第2位である。42の工場と12万人の従業員を抱える企業であり 、前身は、サディアS.A.（en）とペルディガオンの2社。この2社が2009年に合併することで、事実上は、ペルディガオンによるサディアS.A.を買収することによって、新会社ブラジル・フーズが誕生した。